# Oribatula exarata
Oribatula exarata är en kvalsterart som beskrevs av Berlese 1916. Oribatula exarata ingår i släktet Oribatula och familjen Oribatulidae. Inga underarter finns listade i Catalogue of Life.